# Masoncus
Masoncus là một chi nhện trong họ Linyphiidae.